# Joseph Fiennes

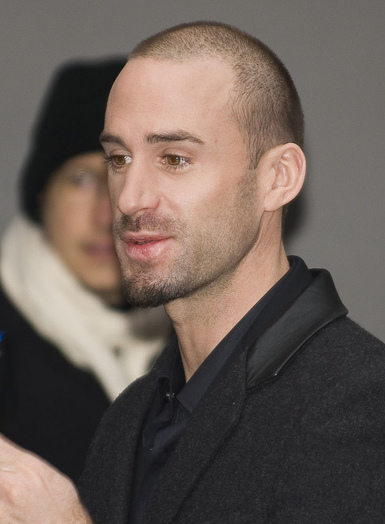
Joseph Fiennes im Jahr 2009

Joseph Alberic Twisleton-Wykeham-Fiennes (gewöhnlich verkürzt auf Joseph Fiennes, Aussprache: 'ʤəʊzɪf 'ælbəɹɪk 'twɪsltən 'wɪkəm faɪnz; * 27. Mai 1970 in Salisbury, Wiltshire, England) ist ein britischer Schauspieler.

## Leben
Nach dem Abschluss der Kunstschule arbeitete Joseph Fiennes zunächst in London mit dem Young Vic Youth Theatre und studierte anschließend an der Guildhall School of Music and Drama. Seinen ersten professionellen Bühnenauftritt hatte er im Londoner West End in einer Aufführung von Die Frau in Schwarz (von Stephen Mallatratt). Anschließend spielte er an der Seite von Helen Mirren in A Month in the Country. Für zwei Spielzeiten (1992–1993) war Fiennes Mitglied der Royal Shakespeare Company. Während dieser Zeit trat er in fünf verschiedenen Theaterstücken auf, sowohl in London als auch im RST Stratford.
Seinen ersten Auftritt in einem Fernsehfilm hatte Fiennes 1995 in der Rolle des Willy in The Vacillations of Poppy Carew. Sein Debüt in einem Spielfilm gab er 1996 unter der Regie von Bernardo Bertolucci in Gefühl und Verführung – Stealing Beauty.
Den bislang größten Erfolg feierte Joseph Fiennes mit Shakespeare in Love (1998). Der Film erhielt 1998 sieben Oscars, unter anderem auch einen Oscar als Bester Spielfilm.
2003 spielte er in der Verfilmung des Lebens von Martin Luther die Titelrolle. 2008 sollte er Antonio Vivaldi im gleichnamigen Film Vivaldi verkörpern, dessen Realisierung allerdings bis auf Weiteres verschoben wurde.
Seit 2005 war er mit dem Schweizer Model Maria Dolores Dieguéz liiert. Die beiden heirateten am 28. August 2009 in der Toskana.
Am 8. März 2010 brachte seine Frau ihre erste gemeinsame Tochter zur Welt, am 29. Dezember 2011 die zweite.

## Familie
Joseph Fiennes ist der Sohn des Fotografen Mark Fiennes und der Schriftstellerin Jennifer Lash, sein Zwillingsbruder Jacob Mark ist Förster. Sein ältester Bruder ist der Schauspieler Ralph Fiennes, weitere Geschwister sind Magnus Fiennes (Komponist und Musikproduzent), Martha Fiennes (Regisseurin) und Sophie Fiennes  (Dokumentarfilmregisseurin). Er ist der Enkel des Industriellen Maurice Fiennes. Als Pflegebruder wuchs Michael Emery (Archäologe) mit ihnen auf. Der weitverzweigten Adelsfamilie Twisleton-Wykeham-Fiennes gehört auch der Forscher und Abenteurer Sir Ranulph Fiennes an.
Joseph und seine Geschwister lebten – durch die Berufswechsel des Vaters bedingt – an verschiedenen Orten in England und Irland und wohnten unter anderem in West Cork.

## Filmografie
- 1995: Poppy (The Vacillations of Poppy Carew)
- 1996: Gefühl und Verführung (Stealing Beauty)
- 1998: Shakespeare in Love
- 1998: Martha trifft Frank, Daniel & Laurence (Martha – Meet Frank, Daniel and Laurence)
- 1998: Elizabeth
- 1999: Forever Mine – Eine verhängnisvolle Liebe (Forever Mine)
- 2000: Extreme Risk (Rancid Aluminium)
- 2001: Dust
- 2001: Duell – Enemy at the Gates (Enemy at the Gates)
- 2002: Leo
- 2002: Killing Me Softly
- 2003: Sinbad – Der Herr der sieben Meere (Sinbad: Legend of the Seven Seas, Stimme von Proteus)
- 2003: Luther
- 2004: Der Kaufmann von Venedig (The Merchant of Venice)
- 2005: Man to Man
- 2005: The Great Raid – Tag der Befreiung (The Great Raid)
- 2006: The Darwin Awards (Fernsehserie)
- 2006: Krass (Running With Scissors)
- 2007: Goodbye Bafana
- 2008: Der Rote Baron
- 2008: The Escapist – Raus aus der Hölle (The Escapist)
- 2008: Spring 1941
- 2009–2010: FlashForward
- 2009: Gegen den Strom (Against the Current)
- 2010: A Lost and Found Box of Human Sensation
- 2011: Camelot
- 2012–2013: American Horror Story (Fernsehserie, 10 Episoden)
- 2014: Hercules
- 2014: Der Spiele-Erfinder (The Games Maker)
- 2015: Spurlos – Ein Sturm wird kommen (Strangerland)
- 2016: Auferstanden (Risen)
- 2016: Wings of Freedom – Auf den Schwingen der Freiheit (On Wings of Eagles)
- 2017–2021: The Handmaid’s Tale – Der Report der Magd (The Handmaid’s Tale, Fernsehserie, 36 Folgen)
- 2019: Abenteuer Ägypten (Fiennes: Return to the Nile, National Geographic Channel)
- 2023: The Mother